# دايسوكي تانيإكي
دايسوكي تانيإكي (باليابانية: 外池 大亮) (29 يناير 1975 في كاناغاوا في اليابان – )؛ هو لاعب كرة قدم ياباني سابق كان يلعب كمهاجم.

## وصلات خارجية
- دايسوكي تانيإكي على موقع رابطة كرة القدم اليابانية للمحترفين (اليابانية)
- دايسوكي تانيإكي على موقع عالم كرة القدم.نت (الإنجليزية)